# Trabitz
Trabitz är en kommun och ort i Landkreis Neustadt an der Waldnaab i Regierungsbezirk Oberpfalz i förbundslandet Bayern i Tyskland. 
Delar av den tidigare kommunen Pichlberg uppgick 1 januari 1972 i Preißach och 20 oktober 1978 ändrades namnet från Preißach till det nuvarande.
Kommunen ingår i kommunalförbundet Pressath tillsammans med staden Pressath och kommunen Schwarzenbach.